# 临武县第一中学
临武县第一中学（英語：No.1 Meddle School Linwu County）位于湖南省郴州市临武县城关镇东云路55号，为郴州市公立学校，湖南省示范性中学之一。

## 历史
1939年3月，邓萼亭创办“衡湘中学临武分校”，校址是明朝嘉靖年间的“双溪书院”，它是临武县第一中学的前身。
1941年2月，“衡湘中学临武分校”更名为“临武县立初级中学”，校长是易声昭。
1945年，“私立力仁中学”、“韩光中学”创办，首任校长分别是邓赞舜、陈箴。
1946年，“县立简易师范学校”创办，校长是王有诗、李锡代。
1949年，“县立简易师范学校”、“韩光中学”、“临武县立初级中学”三校合并，校长熊子烈。
1958年，开设高中。
1952年，“私立力仁中学”更名为“临武县第二初级中学”；“临武县立初级中学”改名为“临武县第一初级中学”，傅云飞出任校长。
1959年，“临武县第一初级中学”更名为“宜章三中”；“临武县第二初级中学”更名为“宜章二中”。
1961年，“宜章三中”改名为“临武县第二中学”，“宜章二中”改名为“临武县第一中学”。
1969年，“临武县第二中学”、“临武县第一中学”合并为“临武县城关中学”，邱百姓出任革命委员会主任。
改革开放之后，“临武县城关中学”更名为“临武县第一中学”。

## 学校文化

### 校风
文明勤奋，求实进取

### 学校精神
领导要有锐气，教师要有士气，学生要有志气，学校要创名气

## 奖项
临武县第一中学先后荣获“省文明单位”、“省绿色学校”、“省安全文明校园”和“省科学发展百强品牌学校”等荣誉奖项。